# Лара Крофт
Лара Крофт е художествен герой, чиито образ е английска археоложка от поредицата филми, компютърни игри и комикси Tomb Raider. В двата филма се играе от Анджелина Джоли.
Създадена от Тоби Гард, компютърната героиня участва в няколкото издания на играта, където тя се сражава с древни божества, духове, зли гангстери и дори динозаври. Откакто е излязла през 1996 г., поредицата игри Tomb Raider има версии за PC, Mac, PlayStation 2, Saturn, Dreamcast, N-Gage, Pocket PC, Game Boy Advance и Game Boy Color. На 11 април 2006 г., седмата игра от поредицата Tomb Raider: Legend е издадена и за PlayStation 2, PSP, Xbox, Xbox 360 и PC.

## Биография

### Версия на Core Design
Според версията на Core Design, дъщерята на лорд Henshingly Croft Лара е родена на 14 февруари 1968 г. В детството си е заобиколена от тенис кортове, прислужници и домашни любимци. През училищните си години слуша лекция на именития археолог Вернер Вон Крой (Werner Von Croy) и това е искрата, която я запалва по археологията. По-късно, когато Лара е на 20 години, семейството ѝ и годеникът ѝ катастрофират в Тайланд със самолет. Само Лара оживява и трябва да се бори с природните условия и липсата на храна в Хималаите. Оттам тя открива, че се е променила коренно и не може да се върне към предишния си спокоен живот ...

### Версия на Crystal Dynamics
Според версията на Crystal Dynamics, Лара Крофт е родена на 14 февруари (без да е уточнена годината). На 9 години Лара оцелява в самолетна катастрофа в Хималаите, при която загива майка ѝ. Тя оцелява като по чудо след 10-дневен преход от мястото на катастрофата до Катманду. Остатъка от детството си Лара прекарва под контрола на баща си – известния археолог Сър Ричард Крофт – граф на Абингдън. Когато е на 18 години, след смъртта на баща си, Лара наследява именията на Крофт и титлата графиня на Абингдън. Оттогава тя е открила 16 археологични обекта от световно значение. Носят се хиляди слухове за подвизите на Лара, някои от които са дори невероятни, но тъй като тя рядко дава интервюта, личният ѝ живот и работата ѝ са обвити в мистерия.
Известни представители на Лара Крофт са: Nell Mcandrew, Lucy Clarkson, Lara Weller, както и актрисите Rhona Mitra, Angelina Jolie.